# 奧塔米里河
4°54′14″N 7°08′30″E / 4.903889°N 7.141667°E

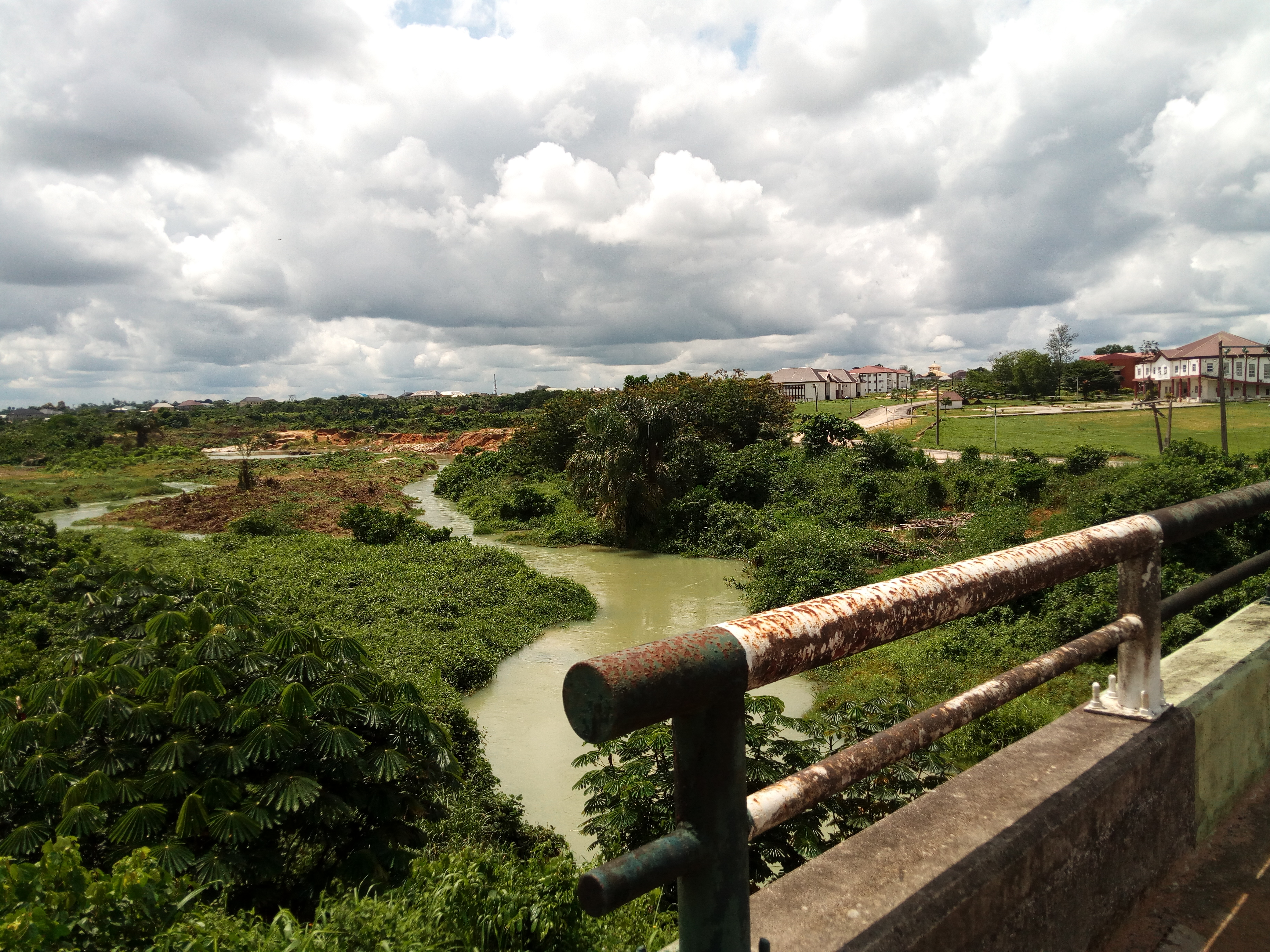

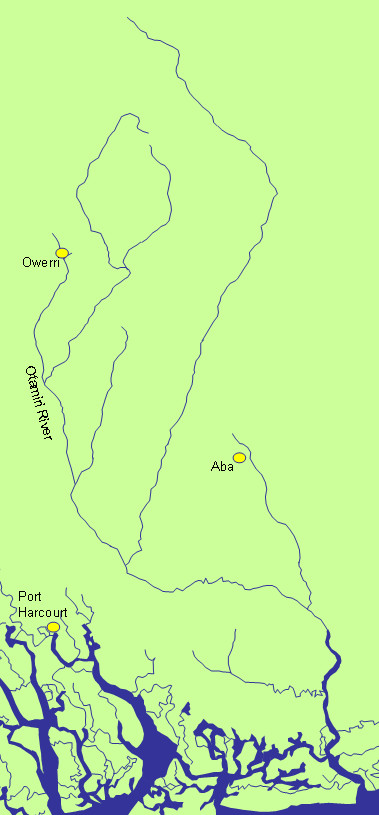

奧塔米里河是尼日利亞的河流，位於該國東南部伊莫州，最終注入大西洋，流域面積10,000約平方公里，該地區每年平均降雨量2,250至2,500毫米。